# 林逸萍
林逸萍，臺灣環保及動保人士。曾為樹黨黨員並擔任樹黨共同黨主席，2018年11月退出樹黨。

## 生平
畢業於國立中興大學。從事英語教學達二十年。

### 關心毛小孩權益
2017年七月愛犬因一名婦人惡意連開美容院的三道門放狗出去被車撞死，打官司時體會整個司法系統對動物的藐視和糟蹋，自此開始為「動物平權」立法奔走、倡議，希望台灣司法能夠對於動物生命的案件多加重視。爭取動物在法律上的地位及權益，重視生命，致力於減少虐待動物、虐待兒童等相關社會問題，為動物平權立法，保障動物權及動物福利。
2018年8月3日動保團體至勞動部抗議外籍移工宰殺食用狗事件，林逸萍說，上月彰化才發生外籍移工偷走家犬宰殺食用，警方在外勞宿舍冰箱內發現剩餘殘骸；外籍移工長期殺貓狗肆無忌憚，而最能知道外籍移工殺狗的就是僱主。林說，也許有人會質疑「你們也吃牛、豬啊，為何不能吃狗？」，「因為狗是我們的家人！」

### 政治參與
在其事蹟為媒體報導後，受樹黨黨主席潘翰疆之邀，加入樹黨，擔任樹黨共同黨主席、樹黨北北基黨部發言人。
2018年11月21日，宣布退出樹黨，並辭去黨主席一職。

### 正隆都更護樹案
參與位於杭州南路、濟南路口的商二特都更案護樹活動，與當地居民及護樹團體共同組成《幸町百年老樹聯盟》，保護開發案內的百年的老榕樹（樹徑達240公分，遠高於森林法國定保護樹木標準150公分）。
抗議主導開發的正隆公司，於開發期間內任意建商大幅違法修剪老榕、施工時未做樹木保護措施，導致老榕樹根嚴重撕裂傷。同時也至林務局前抗議，要求依法裁罰建商。同時望抗議文化局沒善盡裁罰的義務，控訴移植公聽會不公開透明，未來需依森林法相關法定流程召開說明會、公聽會，創造環境可與建築共存共榮的生活空間。